# Popī Malliōtakī
Popī Malliōtakī (in greco: Πόπη Μαλλιωτάκη, reso anche come Popi Maliotaki), all'anagrafe Kalliopī Malliōtakī (in greco: Καλλιόπη Μαλλιωτάκη, IPA: [kaʎˈopi maʎoˈtaci]) (Ierapetra, 16 ottobre 1971) è una cantante greca.

## Biografia
Popī Malliotaki è principalmente nota in Grecia e Cipro. Ha pubblicato tre album e diversi singoli. Conta più di 20 anni nel settore della musica . Nel 2008, dopo il grande successo del terzo album dal titolo "Popara", ha collaborato con l'operatore mobile "Helen Q Card" presentandosi con il nome di "Popara", che è il titolo del loro terzo album. Maliotaki ha conquistato il disco d'oro per il suo secondo album di titolo "Alli Mia Fora".
Sposata due volte. Dal primo matrimonio con il cantante Sakis Galanis è nata una figlia di nome Rania. Il secondo matrimonio fu nel 1999 e durò fino al 2008. Dal secondo matrimonio con l'imprenditore Babis Lazaridis ha un figlio, Vasilis Lazaridis.
Nel dicembre 2008, il marito è stato assassinato da sconosciuti nella zona di Voula ad Atene.

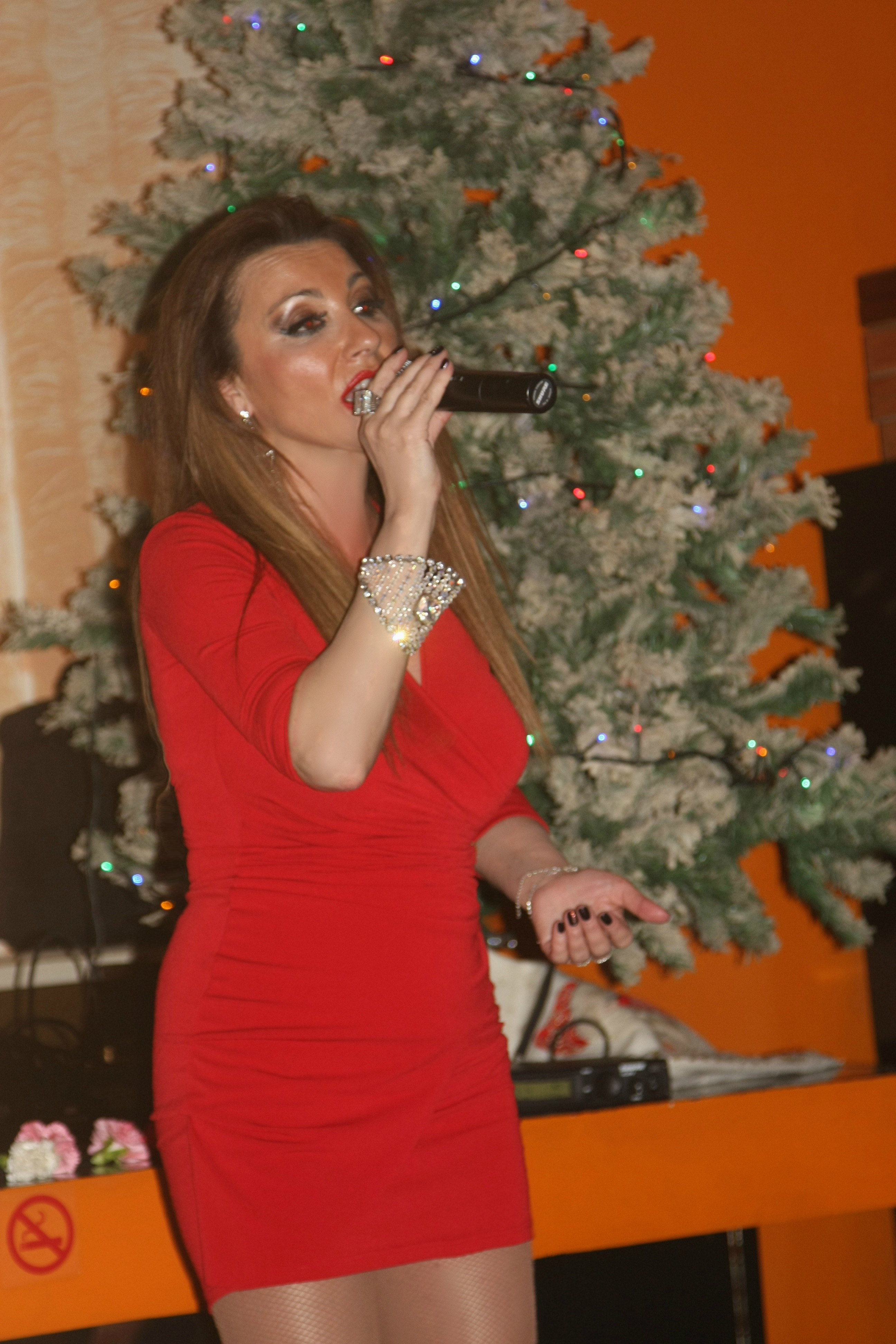
Popī Malliotaki nel 2014

## Discografia
Album
- 2005: Aparetiti agapi mou[11]
- 2006: Alli mia fora[12]
- 2008: Popara[13]

Singoli
- 2013: Ta xanaleme[14]
- 2014: Ta thelo mou[15]
- 2015: I Epityhia[16]
- 2016: Ekanes Ti Diafora[17]
- 2016: An M' Agapas[18]
- 2018: De Horizoun Oi Kardies Mas[19]
- 2019: Thema Epafis[20]
- 2020: To Klidi Tou Feggariou[21]
- 2021: Arga I Grigora[22]

Compilation
- 2012: The best[23]